# Sikandrabad
Sikandrabad ist eine Stadt im indischen Bundesstaat Uttar Pradesh.
Die Stadt ist Teil des Distrikt Bulandshahr. Sikandrabad hat den Status eines Nagar Palika Parishad. Sikandrabad liegt ca. 504 km von Uttar Pradeshs Hauptstadt Lucknow und ca. 76 km von Delhi entfernt. Sie gehört zur National Capital Region. Die Stadt ist in 25 Wards (Wahlkreise) gegliedert.

## Geschichte
Sikandrabad ist eine historische Stadt, die um 1498 von Sikandar Lodi erbaut wurde. Einige alte Denkmäler aus dieser Zeit sind noch vorhanden.

## Demografie
Die Einwohnerzahl der Stadt liegt laut der Volkszählung von 2011 bei 81.028. Sikandrabad hat ein Geschlechterverhältnis von 922 Frauen pro 1000 Männer und damit einen für Indien üblichen Männerüberschuss. Die Alphabetisierungsrate lag bei 65,7 % im Jahr 2011. Knapp 52 % der Bevölkerung sind Hindus, ca. 47 % sind Muslime und ca. 1 % gehören einer anderen oder keiner Religion an. 15,1 % der Bevölkerung sind Kinder unter 6 Jahren.